# Hemidactylus jumailiae
Hemidactylus jumailiae là một loài thằn lằn trong họ Gekkonidae. Loài này được Busais & Joger mô tả khoa học đầu tiên năm 2011.